# Conde de Vermandois

Brasão de Armas do condado de Vermandois

O Condado de Vermandois foi originalmente, um senhorio feudal francês que tomou forma durante o período do Império Carolíngio, já após a queda da dinastia merovíngia, nos alvores do Reino de França. O Condado esteve sempre na posse de nobres de sangue real: primeiro os nibelúngidas, depois os Herbetinos e, por fim, os capetos. Na Alta Idade Média a posse do Condado e as suas próprias limitações territoriais e estatuto jurídico eram mais voláteis. Com a cristalização do modelo feudal, contudo, a situação alterou-se. O primeiro conde hereditário de Vermandois é Herberto I no século X. O território associado ao título estava inicialmente organizado em torno de dois burgos fortificados: Saint-Quentin (vila hoje situada em Aisne) e Péronne (vila hoje localizada em Somme).

## Genealogia
Em 1077, o último conde da primeira casa de Vermandois, Herberto IV, havia desposado Alice de Crépy e recebeu o condado de Valois graças a uma ligação dupla. Seu filho, Otto foi deserdado pelo Conselho de Barões da França, e o condado foi dado a sua irmã Adelaide, cujo primeiro marido foi Hugo, apelidado de Hugo o Grande, irmão do rei Filipe I de França e filho de Henrique I de França e Ana de Quieve.
Hugo foi também um dos líderes da Primeira Cruzada e morreu em 1102 em Tarso, na Cilícia. O filho mais velho de Hugo e Adela foi Raul I (c. 1120 - 1152), que se casou com Alice de Aquitânia, irmã da rainha Eleonor
Sob os termos do tratado celebrado em 1185 com o rei Filipe II da França, o Conde de Flandres Filipe da Alsácia ficou com o condado de Vermandois até sua morte em 1191.
Nessa data, um novo acordo deu a Eleonora (morta em 1214) um usufruto vitalício sobre a parte oriental de Vermandois (Saint-Quentin), e o título de condessa de Vermandois, ficando o resto do condado (Péronne) ao cargo do rei.

## Dinastia nibelúngida
1. Guntardo (833) - abade
2. Adelardo (864) - abade
3. Pepino II, (818-878). Filho de Bernardo rei da Itália e Cunegundes de Gellone de Toulouse
4. Balduíno I da Flandres (878-879)- chamado Balduíno Braço de Ferro
5. Teodorico - (879-893). Descendente de Quildebrando, irmão de Carlos Martel. Têm início as invasões normandas em (851) e (859). Em 885, Teodorico reforça a cidade para evitar os ataques.

## CarolíngiosouHerbertianos
1. Herberto I, (900-907), filho de Pepino II e Rotilda de Bobbio.
2. Herberto II, (907-943).
3. Alberto I, (946-987).
4. Herberto III (987-1002), conde também de Troyes.
5. Alberto II (1015-1021)
6. Otão (1021-1045)
7. Herberto IV (1045-1080) e também conde de Valois pelo casamento com Adélia ou Alice, filha de Raul II conde de Vexin e Valois.
8. Eudes I, o Insano (1080–1085), conde de Vermandois e de Valois, filho do anterior, foi destronado pelo Concílio dos Barões da França e em seguida tornou-se senhor de Saint-Simon pelo casamento.
9. Adelaide, (1080-1102) condessa de Vermandois e de Valois, irmã do anterior, esposa de Hugo I, o Grande.

## Dinastia capetiana
1. Hugo I "o grande", (1080-1102) - conde também de Valois e de Chaumont, filho de Henrique I e Ana de Quieve.
2. Raul I, o Valente, (1102-1152), também conhecido como o Zarolho, filho do anterior, era também conde de Valois.
3. Hugo II (1152-1160), filho de Raul I e Leonor de Blois, era também conde de Valois.
4. Raul II, (1160-1167), filho de Raul I e de Petronilha de Aquitânia era também conde de Valois.
5. Isabel (1167-1183)
6. Filipe da Alsácia (1167-1191), conde de Flandres (1168-1191), tornou-se conde de Vermandois e também de Valois, pelo casamento com Isabel.
7. Leonor (1192-1213)

## Condes Apanagistas
1. Luís de Bourbon, (1669-1683).